# Super Deformed Gundam
Super Deformed Gundam of SD Gundam is een sub-franchise binnen de Gundam-franchise. De SD-Gundam franchise toont de mecha en personages uit de andere Gundamseries in super deformed-stijl. De franchise telt onder andere een aantal animatieseries, mangaseries en spellen.

## Oorsprong
SD Gundam ontstond door een tekening gemaakt door een jonge student van Nagoya genaamd Koji Yokoi. Hij maakte de tekening voor het "Model News" tijdschrift dat Bandai uitbracht in de jaren 80 van de 20e eeuw. De tekening toonde een Gundam-mecha, maar met alle lichaamsdelen in verkeerde afmetingen. De tekening trok de aandacht van de hoofdredacteur, waarop er een stripserie van werd gemaakt in het tijdschrift.
Het super deformed-ontwerp van de Gundam maakte deze versie van de Gundam geschikt voor capsulespeelgoed, wat dan ook een belangrijk onderdeel werd van de merchandising rondom deze nieuwe versie van Gundam. SD-Gundam begon als een parodie op de Gundamseries, maar ontwikkelde zich al snel tot een eigen franchise met meerdere manga- en animeseries. 

## Animaties
- Mobile Suit SD Gundam Mk I (1989)
- Mobile Suit SD Gundam Mk II (1989)
- SD Gundam's Counterattack (1989)
- Mobile Suit SD Gundam Mk III (1990)
- Mobile Suit SD Gundam Mk IV (1990)
- Mobile Suit SD Gundam Mk V (1990)
- SD Gundam Side Story (1990)
- SD Gundam Scramble (1991)
- SD Gundam: Dawn of Paparu (1991)
- SD Gundam Festival (1993)
- SD Gundam Mushaparaku (2001)

Een korte videoclip geproduceerd door Sunrise D.I.D. (Digital Imaging Department?).
- SD Gundam Mushaparaku 2 (2003)

Debuteerde in de 42e Shizuoka Hobby show in 2003.
- SD Gundam Force (2004)

## Mangaseries
In Japan worden SD Gundam-manga’s gepubliceerd door de BB Senshi kits, getiteld 'Comic World' (getekend door MARSHI, alias Susumu Imaishi). De populariteit van de manga’s heeft geleid tot een aantal opzichzelfstaande SD Gundam-strips. 

### Musha Gundam-serie
- SD Musha Gundam Fuunroku door Koichi Yamato (9 volumes)

Bevat verhalen van Musha Shichinin Shuu tot Densetsu no Daishougun
- Shin Musha Gundam Shichinin no Choushougun door Masahiro Kanda (2 volumes)
- Shin Musha Gundam Chou Kidou Daishougun door Masahiro Kanda (3 volumes)
- Chou Musha Gundam Bushin Kirahagane door Masahiro Kanda (2 volumes)
- Chou Musha Gundam Touba Daishougun door Masahiro Kanda (2 volumes)
- Shin Musha Gundam Tensei Shichinin Shuu door Masahiro Kanda (2 volumes)
- Shin Musha Gundam Musha Senki Hakari no Hengen Hen door Masahiro Kanda (2 volumes)
- SD Gundam Musha Generation door Masahiro Kanda
- SD Gundam Mushamaruden door Masato Ichishiki (2 volumes)
- SD Gundam Mushamaruden 2 door Masato Ichishiki (2 volumes)
- SD Gundam Mushamaruden 3 door Masato Ichishiki (3 volumes)
- SD Gundam Force Emaki Musharetsuden Bukabuka Hen door Masato Ichishiki (3 volumes)
- Musharetsuden Zero door MARSHI a.k.a Susumu Imaishi (serialized in Hobby Japan, 1 takubon)
- Musha Banchō Fūunroku door Masato Ichishiki (4 volumes)
- SD Gundam Sangokuden Fuuun Gouketsu Hen door Tokita Koichi (2 volumes)
- SD Gundam Sangokuden Eiyuu Gekitotsu Hen door Kentarō Yano (serializing in Kerokero Ace)

### Knight Gundam-serie
- SD Gundam Gaidan Knight Gundam Monogatari door Ryuuichi Hoshino (10 volumes)

Bevat verhalen van Sieg Zion Hen tot Seikihei Monogatari
- SD Gundam Gaiden Knight Gundam Monogatari Special door Ryuuichi Hoshino (3 volumes)
- Knight Gundam Kikoushin Densetsu door Ryuuichi Hoshino (3 volumes)
- Knight Gundam Maryuu Zero no Kishidan door Ryuuichi Hoshino (2 volumes)
- Knight Gundam Gold Saga door Ryuuichi Hoshino (3 volumes)
- Knight Gundam Gaitoushin Senki door Ryuuichi Hoshino (2 volumes)
- Knight Gundam Seiden door Ryuuichi Hoshino (3 volumes)
- Knight Gundam Kishidan (Powered) door Ryuuichi Hoshino
- SD Gundam Eiyuden door Koichi Tokita (5 volumes)

### Overige
- SD Gundam Daibokan G Vehicle
- SD Gundam Fullcolor Gekijou door Azuma Yuki <あずま 勇輝> (8 volumes, lopende serie)

Deze serie is gebaseerd op de SD Gundam Fullcolor Gashapon speelgoedserie.

## Spellen
De meeste SD Gundam-computerspellen zijn turn-based strategy spellen en Brawlers shooter. 
- SD Gundam Gachapon Senshi series
- SD Sengokuden series
- SD Gundam Side Story series
- SD Gundam Eiyūden series
- SD Gundam Arcade series
- SD Gundam G Generation series
- SD Gundam Force
- SD Gundam Force: Showdown!

Hoewel hij niet wordt gezien als een titel uit de SD Gundam-serie, is het RPG spel Gundam True Odyssey (MS Saga: A New Dawn in the US) wel gemaakt in de super deformed stijl.
De SD Gundam-ontwerpen werden ook gebruikt in de oudere Super Robot Wars-spellen.